# Halowe Mistrzostwa Świata w Lekkoatletyce 1989 – bieg na 3000 m mężczyzn

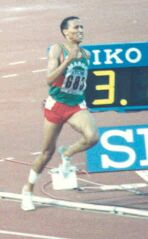
Saïd Aouita

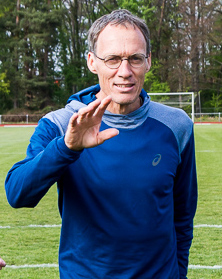
Dieter Baumann

Bieg na 3000 metrów mężczyzn – jedna z konkurencji biegowych rozgrywanych podczas halowych mistrzostw świata w  hali Sport Csárnok w Budapeszcie. Eliminacje zostały rozegrane 4 marca, a  bieg finałowy 5 marca 1989. Zwyciężył reprezentant Maroka Saïd Aouita, który w finale ustanowił rekord mistrzostw z czasem 7:47,94. Tytułu zdobytego dwa lata wcześniej w Indianapolis nie obronił Frank O’Mara z Irlandii, który tym razem zajął 5. miejsce.

## Rezultaty

### Eliminacje
Rozegrano 2 biegi eliminacyjne, do których przystąpiło 19 biegaczy. Awans do finału wywalczyli zawodnicy, którzy zajęli cztery pierwsze miejsca w swoim biegu eliminacyjnym (Q) oraz dwóch zawodników z najlepszymi czasami wśród przegranych (q).
Opracowano na podstawie materiału źródłowego.

#### Bieg 1
| Miejsce | Zawodnik           | Czas    | Uwagi |
| ------- | ------------------ | ------- | ----- |
| 1       | Dieter Baumann     | 7:50,22 | Q,    |
| 2       | Branko Zorko       | 7:50,99 | Q,    |
| 3       | Stefano Mei        | 7:51,52 | Q     |
| 4       | José Luis González | 7:51,52 | Q     |
| 5       | Michaił Daśko      | 7:51,83 | q,    |
| 6       | Brian Abshire      | 7:52,52 | q     |
| 7       | Jacky Carlier      | 7:53,16 |       |
| 8       | Gerry O’Reilly     | 7:53,32 |       |
| 9       | Mohamed Choumassi  | 7:55,58 |       |
| 10      | Adauto Domingues   | 7:56,76 | [ 1 ] |

#### Bieg 2
| Miejsce | Zawodnik           | Czas    | Uwagi |
| ------- | ------------------ | ------- | ----- |
| 1       | Saïd Aouita        | 7:51,72 | Q     |
| 2       | José Luis Carreira | 7:51,98 | Q,    |
| 3       | Doug Padilla       | 7:52,00 | Q     |
| 4       | Frank O’Mara       | 7:52,37 | Q     |
| 5       | Klaus-Peter Nabein | 7:53,15 | [ 1 ] |
| 6       | Peter Wirz         | 7:53,70 |       |
| 7       | Rémy Geoffroy      | 7:53,91 |       |
| 8       | Nikos Wuzis        | 7:59,92 |       |
| 9       | Béla Vágó          | 8:05,78 |       |

### Finał
Opracowano na podstawie materiału źródłowego.
| Miejsce | Zawodnik           | Czas    | Uwagi |
| ------- | ------------------ | ------- | ----- |
| 1       | Saïd Aouita        | 7:47,94 | [ 3 ] |
| 2       | José Luis González | 7:48,66 |       |
| 3       | Dieter Baumann     | 7:50,47 |       |
| 4       | Doug Padilla       | 7:50,93 |       |
| 5       | Frank O’Mara       | 7:52,21 |       |
| 6       | Branko Zorko       | 7:52,26 |       |
| 7       | José Luis Carreira | 7:53,22 |       |
| 8       | Stefano Mei        | 7:53,73 |       |
| 9       | Brian Abshire      | 7:53,93 |       |
| 10      | Michaił Daśko      | 7:54,80 |       |